# Sina.com
Sina.com (heute: Sina.com.cn; chinesisch 新浪网, Pinyin Xīnlàng wǎng, kurz 新浪) ist ein großes chinesischsprachiges Infotainment-Webportal, es wurde 1999 gegründet und wird von der SINA Corporation betrieben.
Das Portal richtet sich primär an Chinesen weltweit und hat nach eigenen Angaben 94,8 Millionen registrierte User, wovon über 10 Millionen aktiv sind.
Die Seite hat pro Tag ca. 500.000 Besucher (Unique Visit) (Stand Oktober 2012) und ca. 3 Millionen Seitenaufrufe insgesamt.

## Popularität
Laut einer Umfrage von Gallup Research Ltd im April 2003 war Sina.com eine der populärsten Webseiten in China und wurde von Southern Weekend, einer chinesischen Wochenzeitung in Guangzhou, zur „Chinese Language Media of the Year“ gekürt.
Im April 2010 war sina.com.cn auf Platz 14 der beliebtesten Seiten in China.